# Подольський Віктор Аврамович
Вíктор Аврáмович Подóльський (12 травня 1912 року, м. Кременчук Полтавської області — 1994 †) — відомий український прозаїк, гуморист, журналіст.

## Життєпис
Народився в сім'ї лікаря. Після закінчення у 1929 році профтехшколи працював слюсарем, потім — редактором заводської багатотиражної газети. З 1932 року і до війни працює в редакції газети «Соціалістична Харківщина». Деякий час виконував обов'язки кореспондента газети «Казахстанська правда» по Східно-Казахстанській області.
Учасник Другої світової війни. На фронті працював заступником редактора газети «Вперед за Родину» 263-ї стрілкової дивізії. Нагороджений Орденом Вітчизняної війни 2 ступеня, Орденом Червоної Зірки, медаллю «За перемогу над Німеччиною у Великій Вітчизняній війні 1941—1945 рр.» та ін. Враження військового часу знайшли відображення в оповіданнях «Галерка» (1956), «Номерний баран» (1958), «У курсе дела» (1959). Після демобілізації в 1947 році був направлений на роботу в редакцію Миколаївської обласної газети «Южная правда», де працював по 1972 рік на посаді відповідального секретаря. У 1952 році закінчив Миколаївський державний педагогічний інститут.
Член Спілки письменників СРСР з 1963 року. З 1974 року — член Спілки письменників України. Заслужений працівник культури УРСР.

## Творчість
Друкуватися почав у 1949 році. Його фейлетони, сатиричні і гумористичні оповідання були опубліковані в журналах «Перець» та «Крокодил», в періодичній і зарубіжній пресі. Двічі премійований за найкраще гумористичне оповідання журналом «Перець». Писав переважно російською мовою.
Автор книжок гумористичних оповідань
- «С любовью не шутят» (1961),
- «Бывает иногда и так» (1965),
- «Любовь и коварство» (1965),
- «Стручок на проводе» (1967),
- «Почему я ушел на пенсию» (1971),
- «Под звуки оркестра» (1975),
- «С чего бы это?» (1979),
- «В курсе дела» (1983),
- «Елена» (1984).

Прозі В. Подольського притаманний м'який гумор, добра посмішка над комізмом буденних і виробничих проблем, уміння підмітити і висміяти життєві і соціальні ситуації. Користуючись гумористичними прийомами, автор у своїх оповіданнях гнівно викриває кар'єристів, бюрократів, тих, хто, відірвавшись від народу, думає тільки про власне благополуччя. Ряд оповідань В. Подольського перекладено таджицькою та польською мовами.